# Jimmy McMenemy
James « Jimmy » McMenemy, né le 23 octobre 1880 à Rutherglen dans le Lanarkshire et mort en 1965, est un footballeur écossais. Il joue au Celtic Football Club entre 1902 et 1920 en football 515 matchs et marque 168 buts pour le club de Glasgow.

## Biographie
McMenemy fait partie de la grande équipe du Celtic qui remporte six titres de champion d’Écosse consécutifs entre 1904 et 1910. Il participe aussi à la victoire en finale de la Coupe d'Écosse de football de 1904 contre le grand rival de Glasgow, le Rangers Football Club. Les Celtics menés 2 buts à 0 l’emportent finalement 3 buts à 2.
Surnommé « Napoléon », il est sélectionné à douze reprises en équipe d'Écosse de football pour laquelle il marque cinq buts.
En 1920, McMenemy quitte le Celtic et rejoint l’équipe de Partick Thistle Football Club. Il participe ainsi en avril 1921 à la conquête de la seule coupe d’Écosse encore au palmarès du club. La finale de la Coupe est remportée 1 à 0 sur les Rangers.
McMenemy a remporté au total sept coupes d’Écosse : 1904, 1907, 1908, 1911, 1912, 1914 et 1921, ce qui constitue un record partagé avec Bob McPhail, Dougie Gray et Billy McNeill
En 1934 il revient au Celtic pour prendre le poste d’entraîneur et d’assistant manager aux côtés de Willie Maley.
Son fils, John, remporte la Coupe d'Écosse avec le Celtic en 1927 et le championnat d’Écosse en 1932 avec Motherwell FC. Son autre fils, Harry, a lui, joué sous les couleurs du club anglais de Newcastle United.